# De battre mon cœur s'est arrêté
De battre mon cœur s'est arrêté (bra: De Tanto Bater, Meu Coração Parou; prt: De Tanto Bater o Meu Coração Parou) é um filme francês de 2005, do gênero drama, dirigido por Jacques Audiard.
Trata-se de um remake do filme norte-americano Fingers (1978), de James Toback.

## Elenco
- Romain Duris ..... Thomas Seyr (Tom)
- Aure Atika ..... Aline
- Emmanuelle Devos ..... Chris
- Niels Arestrup ..... Robert Seyr
- Jonathan Zaccaï ..... Fabrice
- Linh Dan Pham ..... Miao Lin
- Mélanie Laurent ..... amiga de Minskov
- Anton Yakovlev ..... Minskov
- Gilles Cohen ..... Sami
- Sandy Whitelaw ..... sr. Fox
- Emmanuel Finkiel ..... professor do conservatório
- Jian-Zhang ..... Jean-Pierre
- Omar Habib ..... Assad
- Jamal Djabou ..... Mounir
- Vladislav Galard ..... funcionário
- Walter Shnorkell ..... Verodin
- Marianne Puech ..... notário
- Alphonse Cemin ..... pianista

## Prêmios e indicações
| Prêmio/evento           | Categoria                            | Recipiente                                                           | Resultado |
| ----------------------- | ------------------------------------ | -------------------------------------------------------------------- | --------- |
| BAFTA 2006              | Melhor filme em língua não inglesa   | Pascal Caucheteux, Jacques Audiard (prod.)                           | Venceu    |
| César 2006              | Melhor filme                         | Pascal Caucheteux, Jacques Audiard (prod.)                           | Venceu    |
| César 2006              | Melhor direção                       | Jacques Audiard                                                      | Venceu    |
| César 2006              | Atriz revelação                      | Linh Dan Pham                                                        | Venceu    |
| César 2006              | Melhor ator coadjuvante              | Niels Arestrup                                                       | Venceu    |
| César 2006              | Melhor roteiro adaptado              | Jacques Audiard, Tonino Benacquista                                  | Venceu    |
| César 2006              | Melhor música original               | Alexandre Desplat                                                    | Venceu    |
| César 2006              | Melhor fotografia                    | Stéphane Fontaine                                                    | Venceu    |
| César 2006              | Melhor edição                        | Juliette Welfling                                                    | Venceu    |
| César 2006              | Melhor ator                          | Romain Duris                                                         | Indicado  |
| César 2006              | Melhor som                           | Brigitte Taillandier, Pascal Villard, Cyril Holtz, Philippe Amouroux | Indicado  |
| Festival de Berlim 2006 | Urso de Prata (melhor trilha sonora) | Alexandre Desplat                                                    | Venceu    |
| Festival de Berlim 2006 | Urso de Ouro (melhor filme)          | Pascal Caucheteux, Jacques Audiard (prod.)                           | Indicado  |

## Sinopse
Tom, um jovem de 28 anos, é, como o seu pai, um agente imobiliário corrupto. Ele vive num meio violento e não demonstra piedade para com os imigrantes que expulsa dos imóveis que deve vender. Ele queria ser pianista, como a mãe, mas teve de abandonar esse projeto aquando da morte da mesma devido à chantagem afetiva e à perversidade moral do seu pai. Um dia Tom encontra o empresário da sua falecida mãe e este propõe-lhe uma audição. Este acontecimento faz-lhe renascer a sua esperança de vir a ser um pianista e, por isso, decide treinar seriamente para essa audição, escolhendo um chinês virtuoso para lhe ajudar. Até à dia fatídica, ele deve continuar o seu trabalho de agente imobiliário, que cada vez mais lhe parece repugnante. Esta é a história de um regresso à vida, da redenção de um homem confrontado com a loucura do mundo exterior e com a sua própria brutalidade.